# Mykola Voronyj
Mykola Kindratovyč Voronyj (6. prosince 1871, Rostov na Donu, Ruské impérium – 7. června 1938, Oděsa, Sovětský svaz), přezdívaný jako Arlekin, Vishchy Oleh, Homo, Siriuk a další, byl ukrajinský spisovatel, básník, herec, režisér a politický aktivista.
Voronyj se narodil v Rostově na Donu a vyrůstal v Jekatěrinoslavské gubernii. Účinkoval v souborech Marka Kropyvnyckého a v tehdejším divadle Ruská Besida. Voronij byl zakládajícím členem Ústřední rady Ukrajiny. V roce 1917 založil Voronyj Ukrajinské národní divadlo.
V roce 1938 byl popraven v Oděse trojkou NKVD na základě smyšleného obvinění z příslušnosti k ukrajinské militaristické a nacionalistické organizaci.